# Lijst van Belgische adelsverheffingen 1998
Lijst van de personen die in 1998 in de Belgische adel werden opgenomen of een adellijke titel verkregen.

## Graaf
- Jonkheer Maurice Lippens, de titel van graaf, erfelijk op al zijn afstammelingen die de naam dragen

## Baron
- Valère Croes, erfelijke adel en de persoonlijke titel baron
- Paul De Keersmaeker, erfelijke adel en de persoonlijke titel baron
- Jonkheer Dominique Collinet, de titel van baron voor hem en al zijn afstammelingen
- Jacques Van der Schueren, erfelijke adel en persoonlijke titel van baron (postuum)
- Aloïs Van de Voorde, erfelijke titel van baron voor hem en al zijn afstammelingen
- Jonkheer Daniël Cardon de Lichtbuer, persoonlijke titel van baron
- Charles Hanin, erfelijke adel en de persoonlijke titel baron
- Ridder Jacques Verdickt (1920- ), uitbreiding van de baronstitel van zijn echtgenote Odette Degroux voor hemzelf en al zijn afstammelingen

## Barones
- Els Witte, persoonlijke adel en de titel barones
- Jonkvrouw Odette Degroux (1921- ), de titel barones

## Ridder
- René Bauduin (1905-2007), kolonel, erfelijke adel en de persoonlijke titel ridder
- André Berger (1942- ), erfelijke adel en de persoonlijke titel ridder
- Walter Boeykens (1938-2013), klarinetspeler, erfelijke adel en de persoonlijke titel ridder
- Jean-Jacques De Cloedt (1929- ), erfelijke adel en de persoonlijke titel ridder
- Marcel Neels alias Marc Sleen, erfelijke adel en de persoonlijke titel ridder
- Luc Varenne (1914-2002), erfelijke adel en de persoonlijke titel ridder

## Jonkvrouw
- Carmen Janssens (1921-2013) alias Carmen Dionyse, beeldhouwster-keramiste, persoonlijke adeldom